# Paul Dean
Pour les articles homonymes, voir Paul Dean (homonymie) et Dean.
Pas d'image ? Cliquez ici

a Compétitions nationales et continentales officielles uniquement.

b Matchs officiels uniquement.
Dernière mise à jour le 5 septembre 2018.
 Paul Michael Dean, né le 28 juin 1960 à Dublin, est un joueur de rugby à XV qui a évolué avec l'équipe d'Irlande au poste de demi d’ouverture.

## Carrière
Il a disputé son premier test match, le 30 mai 1981 contre l'équipe d'Afrique du Sud. Son dernier test match fut contre l'équipe d'Écosse, le 4 mars 1989.
Il fut quinze fois capitaine de l'équipe d'Irlande.
Il a disputé deux matchs de la coupe du monde 1987.

## Palmarès
- 32 sélections en équipe nationale (+3 non officielles)
- Sélections par années : 3 en 1981, 4 en 1982, 1 en 1984, 4 en 1985, 3 en 1986, 6 en 1987, 7 en 1988, 4 en 1989
- Tournois des Cinq Nations disputés: 1982, 1984, 1985, 1986, 1987, 1988, 1989
- Vainqueur du tournoi des cinq nations en 1982 et 1985